# Theodore Wilbur Anderson
Theodore Wilbur Anderson (ur. 5 czerwca 1918 w Minneapolis, zm. 16 września 2016 w Stanford) – amerykański statystyk i ekonometra, profesor Uniwersytetu Columbia oraz Uniwersytetu Stanforda. 
Specjalizował się w statystyce wielowymiarowej. Był współtwórcą używanego w statystyce testu Andersona-Darlinga oraz algorytmu Andersona–Bahadura.